# Christopher Doyle

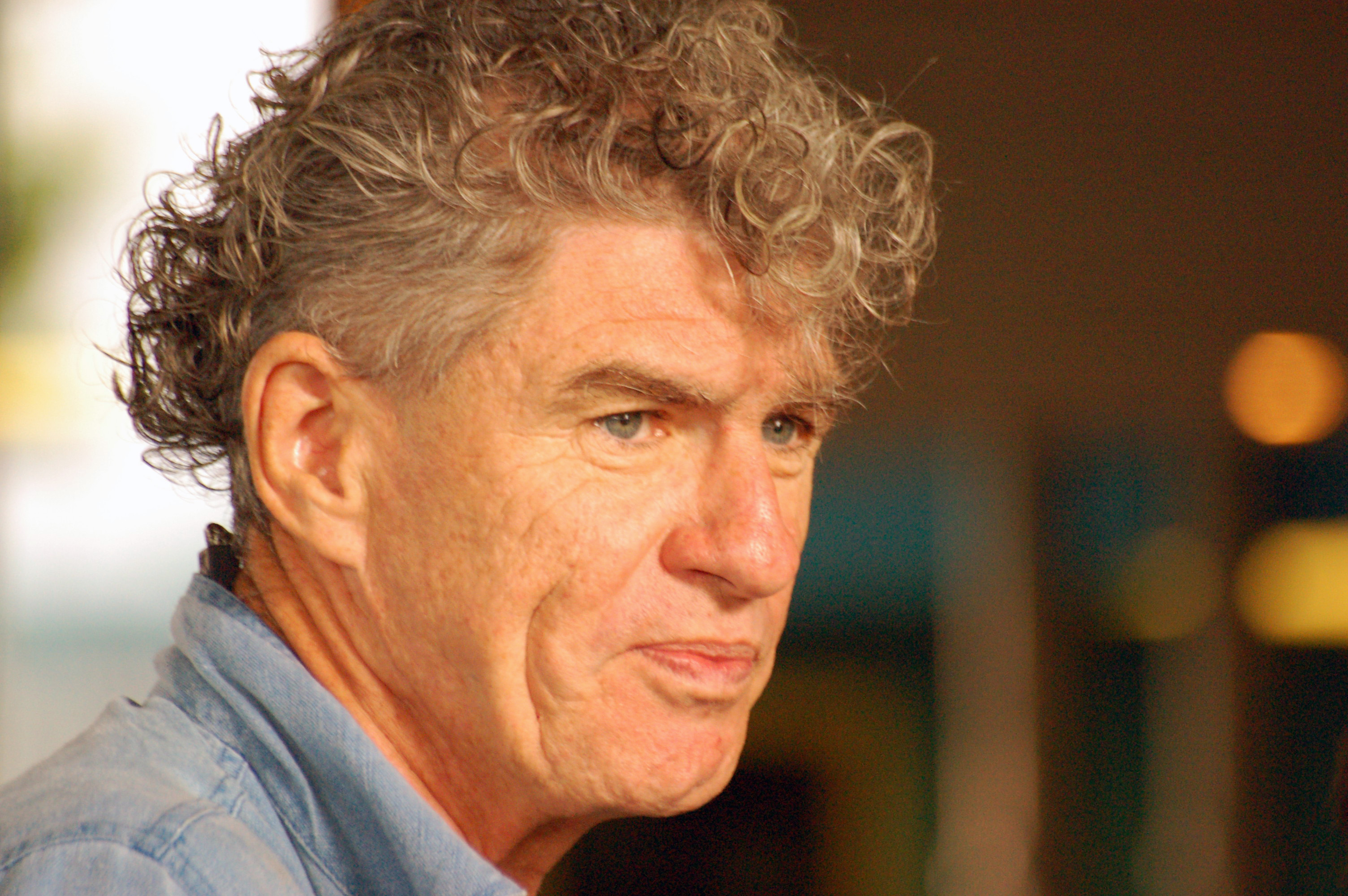
Christopher Doyle 2005.

Christopher Doyle, även känd som, på kantonesiska, Dou Ho-fung, född 2 maj 1952 i Sydney, är en australisk-hongkongsk filmfotograf.

## Filmografi i urval

### Foto
- 1990 – Days of Being Wild
- 1994 – Chungking Express
- 1994 – Ashes of Time
- 1995 – Helgon i neon
- 1997 – Happy Together
- 1998 – Psycho
- 1999 – Liberty Heights
- 2000 – In the Mood for Love
- 2001 – Made
- 2002 – Den stillsamme amerikanen
- 2002 – Rabbit-Proof Fence
- 2002 – Hero
- 2003 – Universums sista dagar
- 2004 – 2046
- 2004 – Three... Extremes (episoden "Dumplings")
- 2006 – Lady in the Water
- 2007 – Paranoid Park
- 2009 – The Limits of Control
- 2009 – Ondine
- 2013 – Magic Magic

### Regi
- 2006 – Paris, je t'aime (episoden "Porte de Choisy")